# حدیث افتراق
حدیث افتراق، حدیث منسوب به پیامبر اسلام درباره انشعاب امت اسلامی (همانند امت های موسی و عیسی) به بیش از هفتاد فرقه است.

## محتوای حدیث
بر طبق حدیث افتراق، پیامبر اسلام، یهودیان را ۷۱ فرقه، مسیحیان را ۷۲ فرقه و مسلمانان را ۷۳ فرقه یاد کرده است و گفته است که در میان امم پیشین به جز یک فرقه که اهل نجات است، همه اهل آتش هستند و برای امت اسلامی هم چنین سرنوشتی پیش بینی شده است. 

## فرقه ناجیه
اینکه فرقه ناجیۀ (راه یافته، اهل بهشت) مذکور در حدیث افتراق چه کسانی‌اند، از زبان پیامبر حرفهای مختلفی گفته شده است.
بسیاری از علمای اسلامی، برداشت‌های خودشان از کتاب و سنت را صحیح دانسته و تنها مصداقِ اهل نجات را پیروی از طریقه خودشان دانسته‌اند. بر این اساس برخی علمای اهل سنت، با استناد به احادیثی، «جماعت» یا پیروان خلفای راشدین را اهل نجات می دانند. برخی علمای شیعه نیز بر مبنای احادیثی چون حدیث سفینه و حدیث ثقلین، مذهب شیعه را مصداق اهل نجات می دانند.

## اعتبار حدیث
عده ‏اى از محققان اسلامى حديث افتراق را از نظر سند قابل اعتماد ندانسته ‏اند. عده ای دیگر، آن را مسكوت گذاشته و درباره آن سخنى نگفته ‏اند كه ابوالحسن اشعری و فخر رازی از اين جمله اند. و گروهی دیگر آن را پذيرفته و در صدد شمارش فرقه‏ هاى ۷۳ گانه و تعيين فرقه ناجيه برآمده‏ اند.
این حدیث باوجودیکه در بسیاری از کتابهای حدیثی شیعه مثل ابن بابویه
و کتب اهل سنّت مثل ابن حنبل، ابن‌ابی‌عاصم، زیلعی، و متقی آمده اما در کتب اربعه شیعه و صحیحین اهل سنّت(صحیح بخاری و صحیح مسلم) گزارش نشده و فرقه‌پژوهانی چون نوبختی در فرق شیعه و ابوالحسن اشعری در مقالات‌الاسلامیین به آن اشاره و استناد نکرده‌اند.
ابن حزمِ آن را خبر واحد به حساب آورده و نامعتبر دانسته‌است. او معتقد است احتجاج به این حدیث، کافر دانستن سایر مسلمانان را در پی دارد. به نظر ابن‌وزیر بخش پایانیِ این حدیث ساختگی است. به‌عقیده برخی دیگر، حدیث افتراق، با توجه به کثرت نقل آن نه تنها مشهور که نزدیک به تواتر است.
به نوشته شیخ شفیق جرادی، با وجودِ اعتبار کم این حدیث، گروههای تکفیری برای توجیه تکفیر سایر مسلمانان، به این حدیث تمسک می جویند.

## تعداد فرقه ها
پافشاری بر ظاهر عددی این حدیث و اینکه تعداد فرقه ها همان عدد ۷۳ است، باعث شده برخی ملل و نحل نویسان نظیر اسفراینی و شهرستانی اساس شمارش خود از فرقه‌ها را عدد ۷۳ قرار داده و به هر قیمتی سعی کرده‌اند تعداد فرقه‌ها را با مضمون این حدیث تطبیق دهند.
برخی دیگر عدد ۷۳ را نماد فراوانی و تشتت فرقه ها قلمداد می کنند و معتقدند منظور این حدیث این نبوده که بگوید تعداد این فرق دقیقا ۷۳ است.